# Zone franche de la Nouvelle-Orléans
La zone franche de La Nouvelle-Orléans était un système imaginé par l'administration espagnole de la Louisiane peu avant la fin du XVIIIe siècle pour inciter au développement économique de la vallée du Mississippi, qui a déclenché une polémique enflammée, avant l'élection présidentielle américaine de 1800, contribuant à l'élection sur le fil du rasoir de Thomas Jefferson.

## Histoire
Dès 1787, le marchand américain Daniel Clark organise avec Isaac Dunn et le général James Wilkinson une société commerciale pour importer des récoltes de la vallée de l'Ohio jusqu'à La Nouvelle-Orléans, grâce à un monopole consenti par l'administration espagnole, auprès duquel Wilkinson l'avait introduit. Dans l'autre sens, ils importent des marchandises européennes en remontant le long du Mississippi jusqu'à l'Ohio. Clark et Wilkinson restent en affaire pendant dix ans puis s'entredéchirent, le premier accusant le second de corruption,.
Le projet de zone franche devient peu à peu stratégique, car l'histoire de la culture du coton est révolutionnée en 1793 par l'invention du cotton gin d'Eli Whitney, qui décuple la productivité agricole. Cette invention accélère la spéculation foncière déjà à l'œuvre dans le Natchez District, une région de petites collines entourant le Mississippi à 400 kilomètres au nord de La Nouvelle-Orléans, jugée idéale pour cultiver le coton. En 1795, le mécanicien John Barclay y ramène de Caroline du Sud l'égreneuse à coton d'Éli Whitney. Il en construit une copie pirate pour Daniel Clark, utilisée sur la plantation de Selsertown dès 1796. Clark la diffuse chez les planteurs du Natchez District, dont la production quadruple en deux ans.
Les États-Unis veulent récupérer l'administration du Mississippi au nord du Natchez District, tout en assurant aux marchands le droit de stocker leurs produits à La Nouvelle-Orléans, en franchise partielle de taxes. C'est Thomas Pinckney, l'ambassadeur américain en Grande-Bretagne, qui est chargé de négocier à la cour d'Espagne le contenu du traité de Madrid de 1795. Le traité est signé, et les Espagnols espèrent obtenir des retombées fiscales en échange de l'abandon du Natchez District à la colonisation américaine, en faisant de la zone une « zone franche partielle ».
Daniel Clark négocie avec les espagnols les modalités d'application ce qui le place comme leader des planteurs, négociants et spéculateurs du Natchez District. Cette zone franche n'est utilisée pour la première fois qu'en 1798, et par lui seul. Il opère ensuite 15 des 52 premiers dépôts mais n'obtient pas la suppression de la taxe de 21 % sur les biens importés. Le retard pris par la zone franche, sur fond d'intrigues et de spéculation, diminue le prestige du signataire américain du traité, Thomas Pinckney, ex-candidat à la vice-présidence des États-Unis pour le compte du parti fédéraliste, alors qu'approche l'élection présidentielle américaine de 1800. Cette baisse de son prestige va se traduire par une défaite historique des fédéralistes. 
La situation se complique encore en 1800 avec les rumeurs faisant état du traité de San Ildefonso, imposé secrètement à l'Espagne par la France, sous la pression de Napoléon Bonaparte, qui proclame que le Mississippi va passer sous contrôle français. Des rumeurs permettent de deviner sa signature le 1er octobre 1800, juste avant l'élection présidentielle, diminuant encore la popularité du fédéraliste Thomas Pinckney : son traité de 1795 semble de plus en plus dévalué, car, qu'est-ce que les Français vont faire de ce traité ?
À la première nouvelle de la rétrocession faite aux Français, Daniel Clark s'était rendu en diligence à Paris, où il avait cherché à semer la mésintelligence entre le général français et le préfet colonial. 
La polémique donne des arguments au parti républicain, arrivé au pouvoir lors de l'élection présidentielle américaine de 1800, qui est tenté par la proposition inattendue des émissaires de Bonaparte : la vente de la Louisiane tout entière. Jusque-là, il était seulement question pour les États-Unis d'acheter La Nouvelle-Orléans. On ignorait alors si la France ne prétendrait pas assigner de nouvelles frontières à sa province, et faire revivre d'anciens titres contraires aux traités et aux intérêts des États-Unis.
L'inquiétude croît progressivement. Le 1er octobre 1802, Juan Ventura Morales, l'intendant espagnol de La Nouvelle-Orléans, déclare son intention de suspendre la zone franche. L'ambassadeur de France à Washington Louis-André Pichon (1771-1850) écrit au gouvernement américain pour tenter de le rassurer. Le 16 juin, l'intendant espagnol confirme que la zone franche est suspendue. Cette décision déclenche la colère des colons, puis des campagnes de presse enflammées.
Thomas Jefferson déclara dans un message du 22 décembre 1802 à la Chambre des représentants qu'il fallait garantir ce droit par « les moyens honorables et justes qui convenaient au caractère des États-Unis ». Daniel Clark tenta de prendre la défense de son ami Juan Ventura Morales, en expliquant dans une lettre au secrétaire d'État et député républicain de la Virginie James Madison que Morales n'a pu prendre une pareille décision qu'en répercutant une directive de la couronne d'Espagne. Mais il est démenti par l'ambassadeur d'Espagne à Washington : l'intendant espagnol n'avait pas répondu aux injonctions lui demandant de changer d'avis.
Un peu plus tard, Daniel Clark et Juan Ventura Morales se retrouvent associés dans des spéculations foncières en Floride occidentale. 
Quant aux États-Unis, ils obtiennent de la France la réparation aux dégâts des pirates français lors de la vente de la Louisiane en 1803. La zone franche sera définitivement fermée par le président des États-Unis, Thomas Jefferson (pour aller plus loin, voir les travaux de l'historien américain Arthur P. Whitaker sur ce sujet).